# Presó-Museu Camí de la Llibertat
La Presó-Museu Camí de la Llibertat és un museu inaugurat el 15 de juliol del 2007, a l'antiga presó de partit judicial situada a la plaça de Sant Eloi de la vila de Sort, a la comarca del Pallars Sobirà.
El museu s'ocupa de rememorar el pas per Sort dels centenars de persones que havien fugit de l'Europa ocupada pels nazis durant els anys de la Segona Guerra Mundial. Es calcula que entre 1939 i 1944 va passar per la capital del Pallars Sobirà uns 3.000 refugiats. Forma part de la xarxa d'espais de memòria del Memorial Democràtic de Catalunya.

## Història
Durant la Segona Guerra Mundial, milers de refugiats es van arriscar a travessar els Pirineus fugint de la barbàrie nazi. Entre ells joves francesos que volien incorporar-se a l'exèrcit del general De Gaulle al nord d'Àfrica, famílies jueves que fugien de l'Holocaust i aviadors aliats que després de ser abatuts al front de guerra cercaven dirigir-se a Anglaterra per reincorporar-se als combats. Al territori que uneix els departaments d'Alta Garona i Arieja amb el Pallars Sobirà es van establir diversos camins o recorreguts de fugida. Un d'ells ha estat batejat com el Camí de la Llibertat. El seu recorregut final unia les localitats de Seix (Ariège) i Esterri d'Àneu (Pallars Sobirà).

## Edifici
L'edifici, conegut amb el nom de Casa Xorret, ha servit per a diferents usos al llarg de la seva història. Inicialment havia sigut una capella d'estil gòtic. Posteriorment es va fer servir com a hospital, per acabar esdevenint una presó d'homes depenent del partit judicial de Sort des de mitjan segle xix. La presó es va deixar de fer servir coincidint amb la desaparició del partit judicial de Sort el 1966. Actualment, l'edifici conserva el mateix aspecte que durant els anys 40, quan centenars de refugiats hi van ser empresonats.

## Col·lecció
El museu conserva restes d'un avió alemany estavellat el 1943 en el terme d'Enviny, a la muntanya propera a ponent de Sort.